# Valdevimbre
Valdevimbre é um município da Espanha na província de León, comunidade autónoma de Castela e Leão, de área 68 km² com população de 1156 habitantes (2007) e densidade populacional de 16,41 hab/km².

## Demografia
| Variação demográfica do município entre 1991 e 2004 | Variação demográfica do município entre 1991 e 2004 | Variação demográfica do município entre 1991 e 2004 | Variação demográfica do município entre 1991 e 2004 |
| --------------------------------------------------- | --------------------------------------------------- | --------------------------------------------------- | --------------------------------------------------- |
| 1991                                                | 1996                                                | 2001                                                | 2004                                                |
| 1355                                                | 1288                                                | 1205                                                | 1110                                                |